# Abadia de Iona
A Abadia de Iona está localizada na Ilha de Iona, próxima da Ilha de Mull, na costa ocidental da Escócia. Ela é um dos mais antigos e mais importantes centros religiosos da Europa ocidental. A abadia foi o ponto focal da expansão do cristianismo por toda a Escócia e marca a fundação de uma comunidade monástica por São Columba, quando Iona era parte do reino de Dalriada.

## História

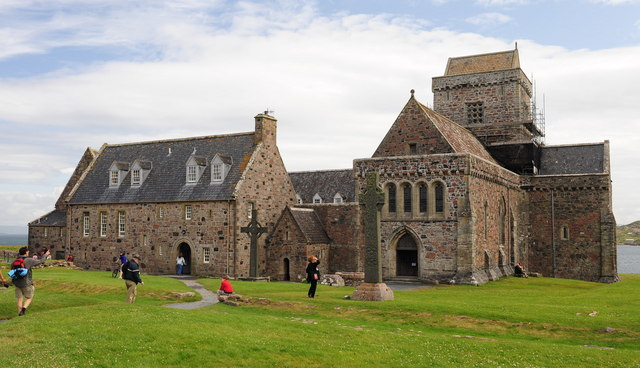
Abadia de Iona

### Primeiros anos

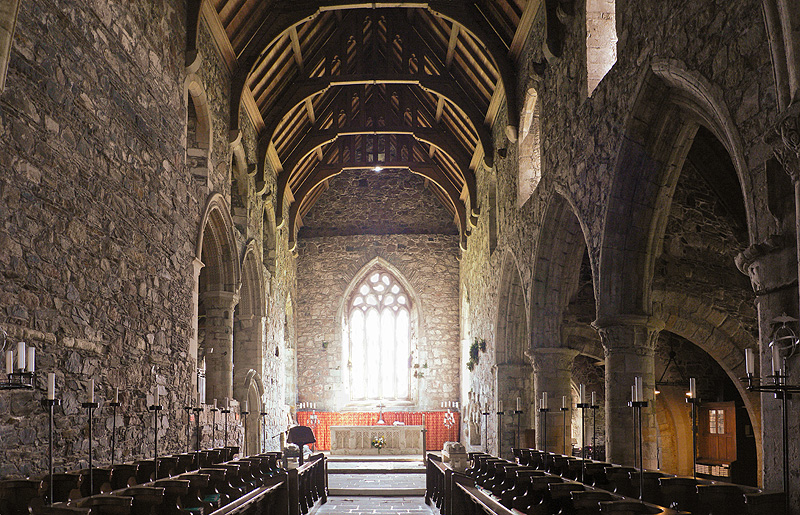
A igreja medieval

Em 563, Columba chegou em Iona partindo da Irlanda com doze companheiros e fundou ali um mosteiro que cresceu até se tornar um influente centro para a expansão do cristianismo entre os pictos e os escotos. Reis foram coroados e sepultados em Iona. Acredita-se que o Livro de Kells, um famoso manuscrito iluminado, tenha sido produzido pelos monges em Iona nos anos finais do século VIII. Em 806 , os viquingues massacraram 68 monges na Baía dos Mártires e os monges de Columba retornaram para a Irlanda e para um mosteiro em Kells, enquanto os demais fugiram dali para fundarem mosteiros na Bélgica, França e na Suíça. Em 825, São Blathmac e os monges que retornaram com ele para Iona foram martirizados por um novo ataque viquingue e abadia foi incendiada. Porém, é provável que não tenha sido de todo abandonada. Sua continuada importância é demonstrada pela morte ali, em 980, de Amlaíb Cuarán, um aposentado rei de Dublin.

### Abadia beneditina

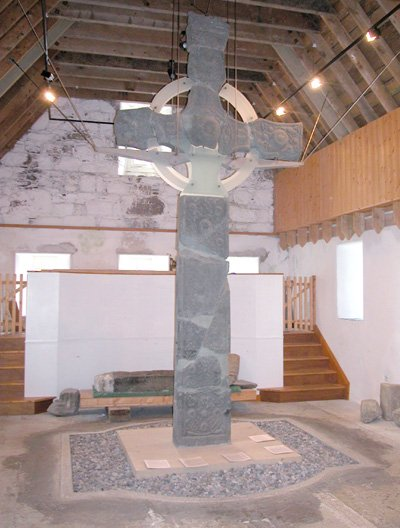
A Cruz de São João, no Museu da Abadia

Iona foi tomada pelo rei da Noruega, que manteve a ilha por cinquenta anos antes que Somerled a recapturasse. Ele convidou os monges irlandeses a retomarem o local em 1164  e isto fez com que a parte central da catedral fosse reconstruída. Ranald, o filho de Somerled, agora o "Senhor das Ilhas", convidou em 1203 a Ordem dos Beneditinos para fundar um novo mosteiro e o primeiro convento beneditino sobre as fundações dos edifícios de Columba. A construção começou com a nova igreja da abadia, no local da igreja original de Columba.
Um convento muito antigo, fundado no século XIII, da ordem dos agostinianos (um dos dois únicos na Escócia - o outro está em Perth), o Convento de Iona foi fundado ao sul dos edifícios da abadia. Túmulos de algumas das primeiras freiras ainda permanecem, incluindo o de uma magnífica abadessa, Anna Maclean, que morreu me 1543. Claramente visível sobre o seu manto exterior está o 'rochet', um sobrepeliz pregueado característico das agostinianas. Os edifícios do convento foram reconstruídos no século XV e se arruinaram após a Dissolução dos Mosteiros.

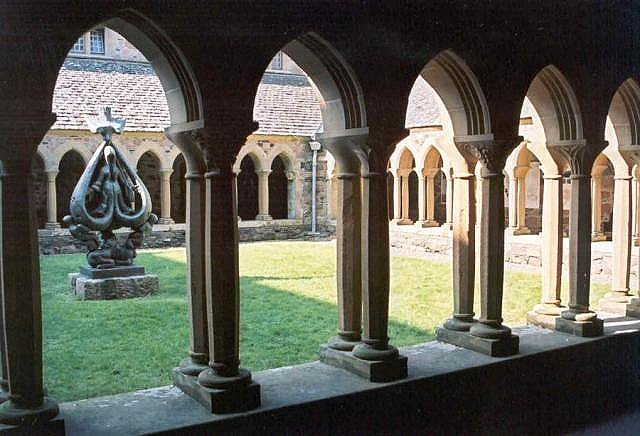
O claustro da Abadia de Iona

A igreja da abadia foi substancialmente expandida no século XV, mas logo após a Reforma escocesa, Iona, juntamente com diversas outras abadias por todas as Ilhas Britânicas foram desmanteladas e abandonadas, com seus monges e bibliotecas tendo sido dispersadas.

### Abadia moderna
A abadia beneditina original foi substancialmente reconstruída após o presente do Duque de Argyll de todos os edifícios em 1899 para a Igreja da Escócia, que então promoveu uma grande restauração no local. Em 1938, a inspiração do reverendo George MacLeod liderou um grupo que reconstruiu a abadia e fundou ali a Comunidade de Iona. Os prédios à volta também foram reconstruídos durante o século XX pela comunidade, que é cristã ecumênica, e permanece ali até hoje.

## Pontos de interesse
Muitos dos primeiros reis escoceses (que acredita-se serem 48 no total), assim como reis da Irlanda, Noruega e França estariam enterrados no cemitério da abadia, segundo a tradição. Porém, os acadêmicos modernos são céticos em relação a estas alegações, que seriam provavelmente inventadas para aumentar o prestígio de Iona. A ilha é o lugar de repouso de numerosos líderes das Hébridas, como os diversos Senhores das Ilhas e outros membros proeminentes dos clãs escoceses das terras altas ocidentais.
Diversas cruzes altas podem ser encontradas na Ilha de Iona. A Cruz de São Martinho (do século VIII) ainda está à beira de uma estrada. Uma réplica da Cruz de São João está na porta da abadia e a original, restaurada, está no Museu da Enfermaria, nos fundos da abadia.